# Samiam
Samiam es una banda estadounidense de punk rock procedente de Berkeley (California) activa desde el año 1988. Está formada por Jason Beebout (voz), Sergie Loobkoff (guitarra), Colin Brooks (batería), Sean Kennerly (guitarra/bajo) y Chad Darby (bajo). Hasta la fecha el grupo ha publicado ocho álbumes de estudio.

## Discografía

### Álbumes
| Álbum                   | Año  | Serlo                                    |
| ----------------------- | ---- | ---------------------------------------- |
| Samiam                  | 1990 | New Red Archives                         |
| Sonar                   | 1991 | New Red Archives                         |
| Billy                   | 1992 | New Red Archives                         |
| Clumsy                  | 1994 | Atlantic Records                         |
| You Are Freaking Me Out | 1997 | Ignition Records / Burning Heart Records |
| Astray                  | 2000 | Hopeless Records / Burning Heart Records |
| Whatever's Got You Down | 2006 | Hopeless Records / Burning Heart Records |
| Trips                   | 2011 | Hopeless Records                         |